# Zaghloul El-Naggar

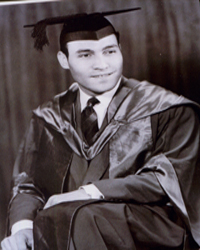

Zaghloul Ragheb Mohamed El-Naggar (arabisch زغلول راغب محمد النجار, DMG Zaġlūl Rāġib Muḥammad an-Naǧǧār; * 1933 in al-Gharbiyya, Ägypten) ist ein ägyptischer Wissenschaftler, islamischer Gelehrter und Autor. Einen seiner Arbeitsschwerpunkte bildet der Iʿdschāz (Fragen des wissenschaftlichen Wundercharakters im Koran und in der Sunna).
Er studierte Geologie an der Universität Kairo und erhielt sein PhD in Geologie von der University of Wales. Er ist Professor für Geowissenschaften und lehrt an der König-Abdulaziz-Universität in Dschidda, Saudi-Arabien. Er ist Fellow der Islamic Academy of Sciences in Amman, Jordanien. Er ist Vorsitzender der Internationalen Kommission des wissenschaftlichen Wundercharakters im Koran und in der Sunna (الهيئة العالمية للإعجاز العلمي في القرآن والسنة /  Committee on Scientific Facts in the Glorious Qur’an) im Obersten Rat für Islamische Angelegenheiten (المجلس الأعلى للشؤون الإسلامية) der Arabischen Republik Ägypten mit Sitz in Kairo.
Er war einer der 138 Unterzeichner des offenen Briefes Ein gemeinsames Wort zwischen Uns und Euch, den Persönlichkeiten des Islam an „Führer christlicher Kirchen überall“ (engl. „Leaders of Christian Churches, everywhere …“) sandten (13. Oktober 2007).
2009 wurde er in der Liste der 500 einflussreichsten Muslime des Prinz-al-Walid-bin-Talal-Zentrums für muslimisch-christliche Verständigung der Georgetown University und des Royal Islamic Strategic Studies Centre von Jordanien aufgeführt.
Er ist mit Arwa Shehada Elanani verheiratet.